# Høvlemaskine
En høvlemaskine kan forstås som det hobbyværktøj, der kan monteres på en elektrisk hobbyboremaskine, men også en enkeltstående elektrisk høvl til hobbybrug. Til professionel brug kendes en afretter/tykkelseshøvl, der er to maskiner i én.